# Jesup (Iowa)
Pour les articles homonymes, voir Jesup.
Jesup est une ville des comtés de Buchanan et Black Hawk, en Iowa, aux États-Unis. La ville est incorporée le 21 décembre 1875. La ville est nommée en l'honneur de Morris Ketchum Jesup (en), président de la compagnie de chemin de fer Dubuque and Sioux City Railroad.

## Source de la traduction
- (en) Cet article est partiellement ou en totalité issu de l’article de Wikipédia en anglais intitulé « Jesup, Iowa » (voir la liste des auteurs).